# Kolonia Kruhel
Kolonia Kruhel (biał. Калонія Кругель, Kałonija Kruhiel; ros. Колония Кругель, Kołonija Krugiel) – wieś na Białorusi, w obwodzie brzeskim, w rejonie kamienieckim, w sielsowiecie Ratajczyce.

## Historia
W dwudziestoleciu międzywojennym kolonia leżąca w Polsce, w województwie poleskim, w powiecie brzeskim, w gminie Ratajczyce. W 1921 miejscowość liczyła 53 mieszkańców, zamieszkałych w 1 budynku, w tym 51 Polaków i 2 Białorusinów. 51 mieszkańców było wyznania rzymskokatolickiego i 2 prawosławnego.
Po II wojnie światowej w granicach Związku Sowieckiego. Od 1991 w niepodległej Białorusi.